# Denis Gaultier
Denis Gaultier, także Gautier, Gaulthier; Jeune Gaultier, Gaultier Le Jeune, Gaultier de Paris (ur. 1603 (?) przypuszczalnie w Marsylii, zm. koniec stycznia 1672 w Paryżu) – francuski kompozytor i lutnista. 

## Życiorys
Był kuzynem Ennemonda Gaultiera, z którym często był mylony. Przypuszczalnie był uczniem Charlesa Racqueta. Działał w Paryżu. Nie piastował żadnych funkcji dworskich.
Tworzył utwory na lutnię, głównie tańce. Jest autorem zbioru La rhétorique des Dieux (Paryż, ok. 1652), w którym kompozycje ułożone są wedle 12 skal, od doryckiej do hypojońskiej. Ponadto był autorem zbiorów Pièces de luth sur trois differens modes nouveaux (Paryż, ok. 1670) i Livre de tablature des pièces de Mr. Gaultier Sr. de Neve et de Mr. Gaultier son cousin (Paryż, ok. 1672). Utwory Gaultiera były później transkrybowane na klawesyn, wywarły wpływ na twórczość kompozytorów z kręgu klawesynistów francuskich.